# Лавмор Н'ду
Лавмор Н'ду (англ. Lovemore N'dou; 16 серпня 1971) — південноафриканський, а згодом австралійський професійний боксер, чемпіон IBF (2007) у першій напівсередній вазі, чемпіон IBO (2009—2010) у напівсередній вазі, який, зазнавши в своїй кар'єрі 13 поразок, жодного разу не програвав достроково.

## Ранні роки
Лавмор народився в Мусіні, ПАР, і почав займатися боксом у віці 16 років. Оскільки після Олімпійських ігор 1960 року участь спортсменів ПАР в міжнародних змаганнях була заборонена через політику апартеїду Н'ду не міг змагатися на аматорському рівні.

## Професіональна кар'єра
1993 року дебютував на професійному рингу. Провівши 13 боїв, Н'ду залишив Південну Африку та переїхав на постійне проживання до Австралії, почавши серію з 17 послідовних перемог з травня 1996 року по червень 2000 року.
29 листопада 2002 року завоював титул IBF Pan Pacific у першій напівсередній вазі, який тричі успішно захистив.
7 лютого 2004 року Н'ду програв бій за титул «тимчасового» чемпіона IBF Шармба Мітчеллу одностайним рішенням.
Після поразки від Мітчелла Н'ду двічі захистити свій титул IBF Pan Pacific, а потім відправився в Лас-Вегас, США, щоб 8 травня 2004 року битися з Мігелем Котто за титул WBC International у першій напівсередній вазі, і програв одностайним рішенням.
4 лютого 2007 року Н'ду переміг Науфеля Бен Раба в елімінаторі IBF у першій напівсередній вазі за право зустрітися з поточним володарем титулу IBF Ріккі Гаттоном (Велика Британія). Однак Гаттон відмовився битися з Н'ду, натомість запланував бій проти Хосе Луїс Кастільйо (Мексика). Після рішення Гаттона Міжнародна боксерська федерація 
12 лютого 2007 року позбавила його титулу чемпіона світу, а Н'ду підвищила до повноцінного чемпіона. 16 червня 2007 року Н'ду програв Полу Маліньяджі (США) одностайним рішенням і втратив титул. Після цього бою Нду залишився в Америці і працював головним спаринг-партнером Флойда Мейвезера в його підготовці до бою проти Ріккі Гаттона.
24 травня 2008 року Н'ду зустрівся в реванші з Маліньяджі і знову програв, цього разу розділеним рішенням суддів.
15 листопада 2008 року програв Керміту Сінтрон (Пуерто-Рико), а 11 липня 2009 року в бою проти Філіпа Н'ду (ПАР) завоював вакантний титул чемпіона IBO у напівсередній вазі.
4 грудня 2010 року програв володарю титулу WBC Silver у першій середній вазі Саулю Альваресу (Мексика), а 25 червня 2011 року в бою за вакантний титул WBA Inter-Continental у напівсередній вазі програв Келлу Бруку (Велика Британія).
В останньому в кар'єрі бою 18 вересня 2010 року проти Гейрі Сент-Клера (Австралія) завоював вакантні титули IBF Pan Pacific та чемпіона світу за маловідомою версією WBF у напівсередній вазі.